# Cubic
Cubic (em tailandês:  คิวบิก) é uma série de televisão tailandesa exibida pela Channel 3 entre 8 de março e 12 de abril de 2014, com um total de dezesseis episódios. É estrelada por Tanin Manoonsilp e Chalida Vijitvongthong. Seu enredo é baseado no romance de mesmo nome de autoria de B 13 s.t e publicado em 2011.

## Enredo
Ruthainark (Chalida Vijitvongthong) é a irmã mais nova, inteligente e de língua afiada. Sua irmã mais velha, Nantaka (Selina Pearce), é bonita porém mimada e protegida. Em dificuldades financeiras, o pai das meninas pede a um membro da máfia de Hong Kong, Lin Lang Ser (Tanin Manoonsilp), um grande empréstimo. Ele promete Nantaka como garantia de pagamento da dívida. Incapaz de pagar o dinheiro, ele foge com Nantaka e deixa que Ruthainark seja levada em seu lugar.
Quando Ruthainark é levada para Hong Kong para enfrentar o mafioso, ela se oferece para trabalhar a fim de pagar a dívida de sua família. Dessa forma, ela inicia diversos trabalhos para juntar o dinheiro necessário para pagar a dívida e livrar sua irmã de tornar-se mulher de Lin Lan Ser. Enquanto isso, ele começa a apaixonar-se por Ruthainark e a verdade sobre o nascimento dela vem à tona.

## Elenco

### Elenco principal
- Tanin Manoonsilp como Lin Lan Ser

Chefe da máfia e atual presidente do Chai Hong Group, ele é conhecido por ser rude e egoísta. Apaixona-se à primeira vista por Nantaka e planeja levar-la como pagamento pela dívida de seu pai, entretanto, seus planos são frustrados quando Ruthainark é deixada em seu lugar. 
- Chalida Vijitvongthong como Ruthainark "Nark" Ritthivong

Uma jovem alegre de dezessete anos que é tomada como refém por Lin Lan Ser depois que tanto seu pai quanto sua irmã fugiram deixando-a sozinha. Ela é uma jovem muito inteligente com um QI de 153 e a única pessoa que não demonstra medo de morrer nas mãos de Lin Lan Ser. 
- Not Voravit Fuangarome como Jongsing

O braço direito de Lin Lan Ser e sua pessoa mais confiável. Apesar de mostrar-se uma pessoa sem emoções, ele nutre sentimentos românticos por Fang Mei Jing, "mulher" de Lin Lan Ser e a razão pela qual ele não se aproxima dela. Ele também é uma das poucas pessoas que, além de Danny, percebe os sentimentos de Lin Lan Ser em relação a Ruthainark.
- First Parada Chutchavalchotikul como Danny Tapia

Filho de Carlos Tapia e melhor amigo de Ruthainark, ele sempre a ajuda em suas "missões". 
- Bank Artit Tangwiboonpanit como Lin Puey In

Primo de Lin Lan Ser e uma pessoa de temperamento difícil, ele também se apaixonou à primeira vista por uma mulher tailandesa chamada Meena, que possui um pai que deve dinheiro a ele e decide mantê-la como refém. 
- Nychaa Nuttanicha Dungwattanawanich como Meena "Min"

Devedora e interesse amoroso de Lin Peuy In. Ela é muito bonita e a razão pela qual ele apaixonou-se à primeira vista por ela.

### Elenco de apoio
- Noey Chotika Wongwilas como Fang Mei Jing, mulher de Lin Lan Ser
- Tah Warit Tipgomut como Lang Yong Wen
- Selina Pearce como Nantaka "Nan" Ritthivong, irmã mais velha de Ruthainark
- Ton Jakkrit Ammarat como Yuttapong Ritthiwong, pai de Nantaka e Ruthainark
- Santisuk Promsiri "Noom" como San Gui
- Boy Chokchai Boonworametee como Patrick Battan
- Best Aticha Pongsilpipat como Bai Ling
- Tun Pichetchai Pholdee como Li Chin Fu

### Outros
- Benjawan Artner como Margaret, mãe de Lin Lan Ser
- Tye Nattapol Leeyawanich como Lin Yuen Si, pai de Lin Lan Ser
- Apinan Prasertwattanakul como Carlos Tapia